# Parlamento della Jugoslavia

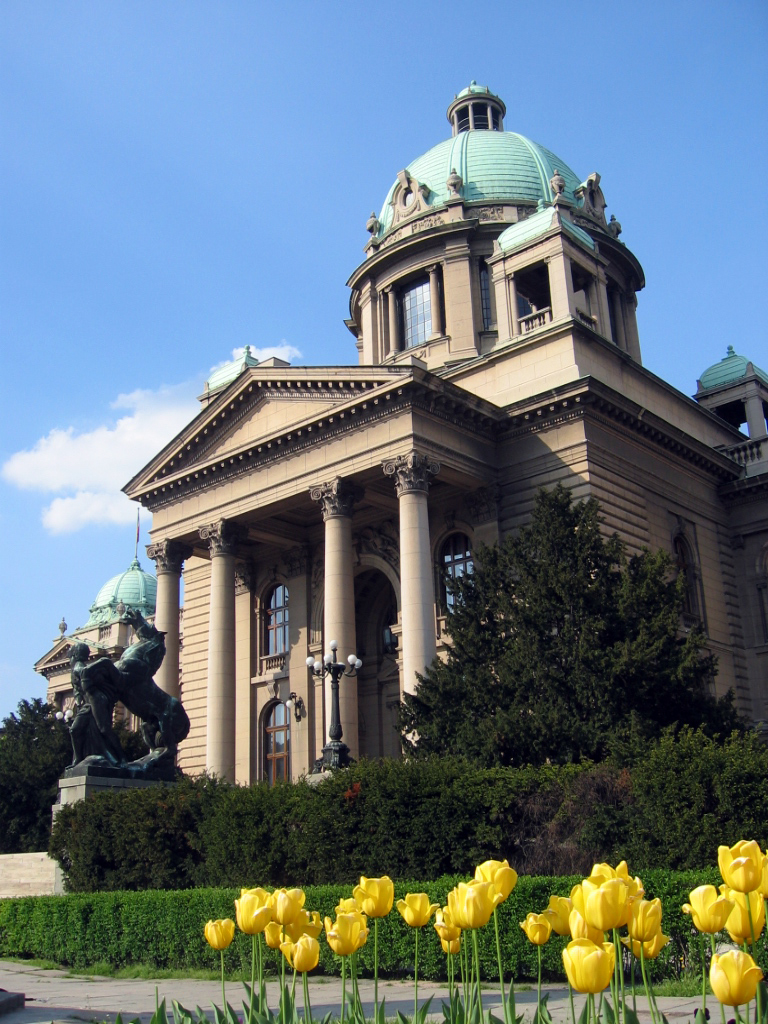
Il Palazzo dell'Assemblea nazionale a Belgrado, in precedenza la sede dell'Assemblea federale.

Il Parlamento della Jugoslavia è stato l'organo legislativo della Jugoslavia presente in ogni assetto istituzionale avuto dallo Stato, dal 1918 al 1992. Prima della seconda guerra mondiale e durante la monarchia, era conosciuto come l'Assemblea nazionale (Narodna skupština), mentre nel periodo comunista assunse il nome di Assemblea federale (in serbo-croato: Savezna skupština/Савезна скупштина). La sede era situata nell'edificio attuale dell'Assemblea nazionale della Serbia.

## Monarchia
Il primo organo parlamentare è stato la Rappresentanza temporanea nazionale del Regno di SHS esistita fino alle prime elezioni per l'Assemblea costituzionale del 28 novembre 1920. L'Assemblea adottò la controversa Costituzione di Vidovdan il 28 giugno 1921, diventando così l'Assemblea nazionale.
Nel 1931, con la fine della dittatura del 6 gennaio, il Regno di Jugoslavia tornò ad essere una monarchia costituzionale e l'Assemblea nazionale divenne la Rappresentanza nazionale, costituita da una camera bassa (l'Assemblea nazionale) e una camera alta (il Senato).

## Consiglio antifascista di liberazione popolare della Jugoslavia
Durante l'occupazione dell'Asse della Jugoslavia (1941-1944), il Consiglio antifascista di liberazione popolare della Jugoslavia (AVNOJ) è stato l'organizzazione politica che riuniva i consigli di liberazione nazionale della resistenza jugoslava.

## Repubblica Socialista Federale
In seguito all'accordo di Lissa del 1944, l'AVNOJ fu riformato nell'Assemblea nazionale temporanea e con molti membri già eletti nel 1938. Verso la fine del 1945, con il consolidamento del potere da parte del Partito Comunista di Jugoslavia, fu istituita l'Assemblea costituzionale, divisa nell'Assemblea federale e nell'Assemblea dei popoli.
Con l'adozione della Costituzione del 1946, fu ripristinato il nome di Assemblea nazionale e quest'ultima fu divisa in due consigli (ovvero le camere): il Consiglio federale e il Consiglio dei popoli. Nel 1953 fu riformata nell'Assemblea federale del popolo e divisa nel Consiglio federale e nel Consiglio dei produttori.
Con la Costituzione del 1963, fu istituita un'Assemblea federale dalla peculiare caratteristica pentacamerale; infatti era suddivisa in cinque consigli: il Consiglio federale, il Consiglio economico, il Consiglio educativo-culturale, il Consiglio socio-sanitario e il Consiglio politico-organizzativo. Nel 1967 venne ripristinato il Consiglio dei popoli mentre, nel 1968, il Consiglio federale fu abolito e quello politico-organizzativo divenne il Consiglio sociopolitico. L'Assemblea federale della Jugoslavia rappresentò l'unico caso di parlamento pentacamerale. Nel 1974 l'Assemblea della RSFJ fu divisa nuovamente in due camere: il Consiglio federale e il Consiglio delle repubbliche e delle province.
L'Assemblea federale era composta da membri nominati all'interno della Lega dei Comunisti di Jugoslavia e scelti tra le leghe comuniste di ciascuna repubblica costituente
Con la Costituzione del 1974, l'Assemblea della RSFJ divenne bicamerale, con una Camera federale (bassa) e una Camera delle repubbliche e delle province (alta). La Camera federale aveva 30 provenienti da ciascuna repubblica e 20 da ogni provincia autonoma, mentre la Camera delle repubbliche e delle province era composta da 12 provenienti da ogni repubblica e 8 da ogni provincia autonoma.
Quando la Lega dei Comunisti perse il potere nel 1990 per le tensioni di natura etnica, l'Assemblea federale venne sospesa e rifondata nel 1992 come Assemblea federale di Serbia e Montenegro, con i membri eletti dal popolo.